# Moritz Bauer
Moritz Bauer (Winterthur, 25 januari 1992) is een Oostenrijks-Zwitsers voormalig betaald voetballer die doorgaans speelde als rechtsback. Tussen 2011 en 2023 was hij actief voor Grasshoppers, Roebin Kazan, Stoke City, Celtic, Oefa en Servette. Bauer debuteerde in 2017 in het Oostenrijks voetbalelftal en kwam uiteindelijk tot zes interlandoptredens.

## Clubcarrière
Bauer is een zoon van een Zwitserse moeder en een Oostenrijkse vader. Hij speelde in de jeugd van FC Winterthur en in 2010 stapte hij over naar de opleiding van Grasshoppers. Bij die club werd hij een jaar later opgenomen in het eerste elftal. Zijn debuut in dat team maakte de verdediger op 14 augustus 2011. Op die dag verloor Grasshoppers thuis met 0–3 van Young Boys door doelpunten van Alexander Farnerud, Moreno Costanzo en Emmanuel Mayuka. Bauer mocht van coach Ciriaco Sforza in de basis starten en hij speelde het gehele duel mee. Vier seizoenen lang kwam de rechtsback vooral reservespeler, maar in het seizoen 2015/16 speelde hij drieëndertig wedstrijden, waarvan tweeëndertig als basisspeler.
In de zomer van 2016 werd Bauer overgenomen door Roebin Kazan, waar hij rugnummer 23 ging dragen. Op 13 augustus 2016 maakte de Zwitser zijn debuut voor Roebin, toen met 1–1 gelijkgespeeld werd tegen Spartak Moskou. Door een doelpunt van Ivelin Popov kwam Spartak op een voorsprong. Op slag van rust gaf Bauer een voorzet waaruit Marko Dević de gelijkmaker op het scorebord wist te zetten. Bij deze stand bleef het.
Anderhalf jaar na zijn komst verliet Bauer Roebin Kazan. In januari 2018 nam Stoke City de rechtsback over voor circa 5,7 miljoen euro. Na een half seizoen verlengde Bauer zijn contract bij Stoke tot medio 2023. In augustus 2019 werd de Oostenrijker voor een seizoen verhuurd aan Celtic. In februari 2021 werd hij voor de tweede maal verhuurd door Stoke City, dit keer aan Oefa. Na de verhuurperiode nam Oefa Bauer definitief over. In januari 2022 verkaste de Oostenrijker transfervrij naar Servette, waar hij voor anderhalf jaar tekende. Bauer besloot in juli 2023 op eenendertigjarige leeftijd een punt te zetten achter zijn actieve loopbaan.

## Clubstatistieken
| Seizoen | Club         | Competitie     | Competitie | Competitie | Beker | Beker | Internationaal | Internationaal | Totaal | Totaal |
| Seizoen | Club         | Competitie     | Wed.       | Dlp.       | Wed.  | Dlp.  | Wed.           | Dlp.           | Wed.   | Dlp.   |
| ------- | ------------ | -------------- | ---------- | ---------- | ----- | ----- | -------------- | -------------- | ------ | ------ |
| 2011/12 | Grasshoppers | Super League   | 16         | 0          | 1     | 0     | —              | —              | 17     | 0      |
| 2012/13 | Grasshoppers | Super League   | 13         | 0          | 2     | 0     | —              | —              | 15     | 0      |
| 2013/14 | Grasshoppers | Super League   | 15         | 0          | 3     | 0     | 0              | 0              | 18     | 0      |
| 2014/15 | Grasshoppers | Super League   | 16         | 0          | 1     | 0     | 1              | 0              | 18     | 0      |
| 2015/16 | Grasshoppers | Super League   | 33         | 0          | 1     | 0     | —              | —              | 34     | 0      |
| 2016/17 | Roebin Kazan | Premjer-Liga   | 21         | 0          | 2     | 0     | —              | —              | 23     | 0      |
| 2017/18 | Roebin Kazan | Premjer-Liga   | 16         | 0          | 2     | 0     | —              | —              | 18     | 0      |
| 2017/18 | Stoke City   | Premier League | 15         | 0          | 0     | 0     | —              | —              | 15     | 0      |
| 2018/19 | Stoke City   | Championship   | 8          | 0          | 3     | 0     | —              | —              | 11     | 0      |
| 2018/19 | → Celtic     | Premiership    | 9          | 0          | 1     | 0     | 3              | 0              | 13     | 0      |
| 2020/21 | Stoke City   | Championship   | 0          | 0          | 0     | 0     | —              | —              | 0      | 0      |
| 2020/21 | → Oefa       | Premjer-Liga   | 7          | 0          | 1     | 0     | —              | —              | 8      | 0      |
| 2021/22 | Oefa         | Premjer-Liga   | 9          | 0          | 1     | 0     | —              | —              | 10     | 0      |
| 2021/22 | Servette     | Super League   | 15         | 0          | 0     | 0     | —              | —              | 15     | 0      |
| 2022/23 | Servette     | Super League   | 10         | 1          | 1     | 0     | —              | —              | 11     | 1      |
| Totaal  | Totaal       | Totaal         | 203        | 1          | 19    | 0     | 4              | 0              | 226    | 1      |

## Interlandcarrière
Bauer werd geboren in Zwitserland, maar heeft een Oostenrijks paspoort door zijn Oostenrijkse vader. Voor dat laatste land besloot hij ook uit te komen. Bauer maakte zijn debuut in het Oostenrijks voetbalelftal op 5 september 2017, toen met 1–1 gelijkgespeeld werd tegen Georgië in een kwalificatiewedstrijd voor het WK 2018. Valerian Gvilia en Louis Schaub tekenden voor de doelpunten. Bauer mocht van bondscoach Marcel Koller in de basis beginnen en hij speelde negentig minuten mee.
| Interlands van Moritz Bauer voor Oostenrijk | Interlands van Moritz Bauer voor Oostenrijk | Interlands van Moritz Bauer voor Oostenrijk | Interlands van Moritz Bauer voor Oostenrijk | Interlands van Moritz Bauer voor Oostenrijk | Interlands van Moritz Bauer voor Oostenrijk | Interlands van Moritz Bauer voor Oostenrijk |
| №                                           | Datum                                       | Wedstrijd                                   | Uitslag                                     | Competitie                                  | Goals                                       |                                             |
| Als speler bij Roebin Kazan                 | Als speler bij Roebin Kazan                 | Als speler bij Roebin Kazan                 | Als speler bij Roebin Kazan                 | Als speler bij Roebin Kazan                 | Als speler bij Roebin Kazan                 | Als speler bij Roebin Kazan                 |
| ------------------------------------------- | ------------------------------------------- | ------------------------------------------- | ------------------------------------------- | ------------------------------------------- | ------------------------------------------- | ------------------------------------------- |
| 1                                           | 5 september 2017                            | Oostenrijk – Georgië                        | 1 – 1                                       | WK 2018 kwalificatie                        |                                             |                                             |
| 2                                           | 6 oktober 2017                              | Oostenrijk – Servië                         | 3 – 2                                       | WK 2018 kwalificatie                        |                                             |                                             |
| 3                                           | 9 oktober 2017                              | Moldavië – Oostenrijk                       | 0 – 1                                       | WK 2018 kwalificatie                        |                                             |                                             |
| 4                                           | 14 november 2017                            | Oostenrijk – Uruguay                        | 2 – 1                                       | Vriendschappelijk                           |                                             |                                             |
| Als speler bij Stoke City                   |                                             |                                             |                                             |                                             |                                             |                                             |
| 5                                           | 27 maart 2018                               | Luxemburg – Oostenrijk                      | 0 – 4                                       | Vriendschappelijk                           |                                             |                                             |
| 6                                           | 2 juni 2018                                 | Oostenrijk – Duitsland                      | 2 – 1                                       | Vriendschappelijk                           |                                             |                                             |

## Erelijst
| Competitie    |              |              |              |              |
| Competitie    | Aantal       | Jaren        |              |              |
| Grasshoppers  | Grasshoppers | Grasshoppers | Grasshoppers | Grasshoppers |
| ------------- | ------------ | ------------ | ------------ | ------------ |
| Schweizer Cup | 1            | 2012/13      |              |              |
| Celtic        |              |              |              |              |
| Premiership   | 1            | 2019/20      |              |              |
| League Cup    | 1            | 2019/20      |              |              |